# Campagne de Mahdia
Ne doit pas être confondu avec Expédition de Mahdia (1123).
Batailles
La campagne de Mahdia est une expédition punitive menée en 1087 sur la ville nord-africaine de Mahdia (dans l'actuelle Tunisie) par une flotte italienne chrétienne des républiques maritimes de Gênes et Pise. 
Carl Erdmann (en), historien de la croisade, considère ce raid comme un précurseur direct de la première croisade (allemand : ganz als Kreuzzug ausgeführt) se déroulant huit ans plus tard. En effet, l'indulgence est accordée par le pape Victor III contre toute action militaire visant les territoires musulmans, conséquence du choc engendré par la prise de Jérusalem par les Turcs Seldjoukides en 1073.

## Contexte
La reconquête chrétienne de la Sicile, dirigée par des chevaliers normands, avait en effet incité le dirigeant ziride Tamim ben al-Muizz (règne de 1062 à 1108) à piller les villes côtières de la péninsule italienne. 

## Déroulement
L'attaque est menée par Huguccio de Pise, avec l'aide militaire des États pontificaux et de la marine génoise. Pantaléon d'Amalfi est également impliqué et soutenu par Mathilde de Toscane. La ville est prise, mais Huguccio ne parvient pas à la conserver. 

## Conséquences
L'argent du pillage de Mahdia permet de financer la construction de la nouvelle cathédrale de Pise.

## Notoriété
La principale source d'information, la Carmen in victoriam Pisanorum, est écrite en l'espace de quelques mois par un religieux pisan.